# 黒鉛減速ガス冷却炉
黒鉛減速ガス冷却炉（こくえんげんそくがすれいきゃくろ）とは減速材に黒鉛、冷却材にガスを使用する原子炉である。ガスには二酸化炭素やヘリウムが使用される。
日本でも1965年に初臨界した日本初の商業用原子炉である東海発電所があったが、新設原子炉と比較して経済性の悪さから1998年に営業運転が停止され2001年12月から解体されている。

## 欠点
ガスの冷却材は、熱容量および熱伝導率が低いため、ガス圧を上げることで、必要な熱出力を確保していた。しかし、軽水炉に比べて、熱出力密度が小さい為に、原子炉がどうしても大型になってしまう問題もあった。
その後、マグノックス炉を原型に、多くのガス冷却型発電原子炉が実用化され、日本初の原子力発電所、東海発電所にも導入された。
マグノックス炉は、余剰反応度が元々小さい為、燃料を効率よく燃焼させることが難しく、安定して運転を行うためには頻繁に燃料を交換する必要がある。例えば東海発電所では、大きな燃料交換機を使用し、一日に20本から30本の燃料棒を交換していた。

## 構成要素
冷却材に二酸化炭素を、減速材に黒鉛を利用する形式にはマグノックス炉やUNGG炉が存在する。これらの形式の燃料については初期は天然ウランであったが、その後低濃縮ウランを利用する原子炉も製作され、マグノックス炉を改良した改良型ガス冷却炉として利用されている。
希ガスであるヘリウムを冷却剤として用いた高温ガス炉も超高温原子炉の主要な形式として開発されている。